# Paul Chavchavadze
Paul Alexandrovitch Chavchavadze, prince Chavchavadze, est né le 14 juin 1899, à Saint-Pétersbourg, en Russie, et mort le 12 juillet 1971 à Wellfleet, dans le Massachusetts, aux États-Unis. Issu de la maison Chavachavdze, c'est un écrivain et un traducteur américain d'origine russo-géorgienne.

## Famille
Le prince Paul est le fils du prince Alexandre Tchavtchavadze (1870-1931) et de son épouse Maria Rodzianko (1877-1958), remariée au prince Pierre Troubetzkoy. Par sa grand-mère maternelle, il descend du roi Georges XII de Géorgie (1746-1800).
Le 3 septembre 1922, il épouse, à Londres, la princesse Nina Georgievna de Russie (1901-1974), fille du grand-duc Georges Mikhaïlovtich de Russie (1863-1919) et de son épouse la princesse Marie de Grèce (1876-1940). De ce mariage naît un fils unique :
- David Chavchavadze (1924), prince Chavchavadze.

## Biographie
Issu d'une puissante famille géorgienne, le prince Paul grandit en Russie mais visite à deux reprises la terre de ses ancêtres. Après l'éclatement de la révolution russe, le jeune homme quitte la Russie avec sa mère et ses frères et sœurs. Son père est par contre emprisonné et finalement exécuté par les communistes en 1931.
Ayant épousé la princesse Nina Georgievna de Russie en 1922, Paul émigre aux États-Unis avec elle et leur fils David en 1925. Il devient alors auteur et publie cinq livres, en plus de différentes traductions, dont celle de la deuxième œuvre de Svetlana Allilouïeva, fille de Staline.

## Publications

### Souvenirs et romans
- (en) Paul Chavchavadze, Family Album, Houghton Mifflin, Boston, 1949 (ASIN B0007DZIC0)
- (en) Paul Chavchavadze, The Mountains of Allah, Doubleday, 1952 (ASIN B0006ASZQK)
- (en) Paul Chavchavadze, Father Vikenty, Houghton Mifflin, 1955 (ASIN B000HM7LVC)
- (en) Paul Chavchavadze, Because the Night was Dark, Durrell Publications, 1971 (ASIN B0006DYV1U)

### Traductions et coécriture
- (en) Marie Avinov et Paul Chavchavadze, Marie Avinov. Pilgrimage Through Hell, Englewood Cliffs, 1968 (ASIN B000J0LBFY)
- (en) Svetlana Alliluyeva, Only One Year, Harper & Row, 1969  (ISBN 0060101024)